# Århus Syd Motorvejen
Autostrada Århus Syd Motorvejen (duń. Århus Syd Motorvejen) - autostrada jest łącznikiem pomiędzy drogą O2 stanowiącą obwodnicę śródmiejską Århus a autostradą Østjyske Motorvej (M60) na węźle Motorvejskryds Århus-Syd.
Autostrada oznakowana jest jako droga drugorzędna nr 501.